# Equazione di Antoine
L'equazione di Antoine descrive la relazione tra pressione di vapore saturo e la temperatura per un liquido chimicamente puro in equilibrio col suo vapore. L'equazione di Antoine è ricavabile a partire dall'equazione di Clapeyron.

## Formulazione
Esistono molte varianti dell'equazione di Antoine.
Le differenze che si riscontrano più spesso sono:
- unità di misura differenti
- base del logaritmo (decimale o naturale)
- pressione di vapore assoluta o relativa
- numero delle costanti empiriche che compaiono nell'equazione (in genere 2 o 3)
- segno positivo (+) o negativo (-) dopo la costante A
- differenza (-) o addizione (+) della temperatura T e della costante C.

### In logaritmo decimale
L'equazione di Antoine si scrive:
{\displaystyle \log P^{o}=A-{\frac {B}{C-T}}}
in cui:
- P° è la pressione di vapore della sostanza liquida espressa in mmHg;
- T è la temperatura espressa in gradi Celsius;
- A, B e C sono costanti che dipendono dalla natura della sostanza, ricavate sperimentalmente;
- log è il logaritmo in base 10.

Altre formule che si possono trovare in letteratura sono:
{\displaystyle \log P^{o}=A-{\frac {B}{T+C}}}
{\displaystyle \log P^{o}=A+{\frac {B}{C-T}}}
{\displaystyle \log P^{o}=A+{\frac {B}{T+C}}}

### In logaritmo naturale
Una formulazione equivalente, riscontrabile in letteratura, è la seguente che fa uso del logaritmo naturale:
{\displaystyle \ln P^{o}=A-{\frac {B}{T+C}}}
dove questa volta:
- P° è espressa in kPa;
- T è espressa in kelvin;
- le costanti A, B e C sono diverse da quelle usate nella formulazione precedente, ma sempre determinate per via empirica.

Altre formule che si possono trovare in letteratura sono:
{\displaystyle \ln P^{o}=A-{\frac {B}{C-T}}}
{\displaystyle \ln P^{o}=A+{\frac {B}{T+C}}}
{\displaystyle \ln P^{o}=A+{\frac {B}{C-T}}}

### Equazione di August
Esiste anche una forma semplificata dell'equazione per C = 0, chiamata equazione di August, in onore al fisico tedesco Ernst Ferdinand August (1795-1870):
{\displaystyle \log P^{o}=A-{\frac {B}{T}}}
L'equazione di August non tiene conto della variazione del calore latente di evaporazione con la temperatura, mentre l'equazione di Antoine ne tiene conto nel caso in cui le variazioni non siano elevate.